# Kalistenika
Kalistenika je naziv za vježbe koje se sastoje od raznih čistih motoričkih pokreta kao što su trčanje, stajanje, hvatanje, guranje, skakanje i slično. Često se izvode ritmički i bez puno opreme te su to, u suštini, vježbe s vlastitom tjelesnom težinom. One su namijenjene za povećanje tjelesne snage, fleksibilnosti i sveukupnu kondiciju kroz pokrete kao što su guranje ili povlačenje samog sebe, savijanje, skakanje ili ljuljanje, koristeći samo vlastitu tjelesnu težinu. Vježbe se često izvode zajedno s rastezanjem. Energično i raznoliko bavljenje kalistenikom ima velike prednosti za rast mišića i može pridonijeti aerobnoj kondiciji, uz poboljšanje psihomotornih vještina poput ravnoteže, agilnosti i koordinacije.
Urbana kalistenika se često naziva uličnim vježbanjem (engl. street workout) zbog toga što ljudi često izvode vježbe u urbanim područjima kao što su igrališta i parkovi. Individualci i grupe treniraju da bi bili u mogućnosti postići napredne vještine kalistenike kao što su potpuni zgib (engl. muscle-up), akrobacije na šipkama, te vis prednji i stražnji.
Športske momčadi i vojne postrojbe često izvode grupne vježbe koje se zasnivaju na kalistenici kao dio sinkroniziranog fizičkog treninga za povećanje discipline i grupne kohezije. Kalistenika je također popularna kao dio tjelesnog odgoja u osnovnim i srednjim školama diljem svijeta. Uz opću kondiciju, mnoge vojne organizacije često koriste vježbe kalistenike kao osnovne evaluacijske fizičke vježbe, a kao što su kondicijski test američke vojske, te kondicijski test američkih marinaca.

## Povijest
Kalistenika i vježbe s vlastitom tjelesnom težinom cijelu ljudsku povijest bili su primarni način vježbanja i održavanja kondicije, sve do kraja 19. i početka 20. stoljeća kada su se počele pojavljivati teretane, utezi i razne sprave za vježbanje. Tada kalistenika gubi svoj utjecaj, a početkom 21. stoljeća ponovno se vraća kao jedan od primarnih načina vježbanja.

### Podrijetlo naziva
Riječ kalistenika potječe od starogrčkih riječi kalos (κάλλος), što znači "ljepota" ili "perfekcija" (kako bi se naglasilo estetsko zadovoljstvo koje proizlazi iz savršenstva ljudskog tijela), i sthenos (σθένος), što znači "snaga" (velika mentalna i fizička snaga, hrabrost, te odlučnost). Kalistenika je umjetnost korištenja vlastite tjelesne težine i inercije kako bi pojedinac razvio i oblikovao mišiće, odnosno vlastito tijelo. Prema enciklopediji Encyclopædia Britannica, kalistenika je dobila ime po grčkom povjesničaru Kalistenu, jednom od njenih najranijih zagovornika.

### Kalistenika u drevnim civilizacijama
Starogrčki i rimski športaši, ratnici, kao i vojska koristili su kalisteniku kako bi dobili snagu, postali fleksibilniji i izdržljiviji. Jedan od najranijih spomena kalistenike datira iz 480. godine prije Krista kada se odvijala bitka kod Termopila, a glavni izvor informacija iz te bitke je grčki povjesničar Herodot. Legenda kaže da je špijun perzijskog kralja Kserksa vidio spartansku vojsku kralja Leonida kako prakticira kalisteniku prije borbe. Ona je bila primarni način održavanja kondicije i vježbanja u vojnoj obuci Spartanaca. Grčki geograf i putnik Pauzanija zabilježio je da su športaši koji su sudjelovali na Olimpijskim igrama također prakticirali kalisteniku. Umijeće i tradicija kalistenike kasnije se nastavila u rimskim gladijatorskim kampovima, kako je zabilježio povjesničar Livije.
Tradicija perzijskog športa pod nazivom varzesh-e pahlavani koji je upisan na UNESCO-ov popis nematerijalne svjetske baštine, također obuhvaća vježbe s vlastitom tjelesnom težinom i kalisteniku. Redovnici šaolinskog hrama u Kini također koriste kalisteniku kako bi razvili snagu, agilnost i ravnotežu.

### Gubitak značenja i ponovni početak (19. i početak 20. stoljeća)
Učenici Friedricha Ludwiga Jahna i Adolfa Spiessa donijeli su znanje gimnastike i kalistenike u Sjedinjene Američke Države, dok su Catherine Beecher i Dio Lewis u 19. stoljeću koristili kalisteniku kao sastavni dio tjelesnog odgoja za žene. Catherine Beecher je u Sjedinjenim Američkim Državama kalisteniku promovirala samo kao ženski način vježbanja, a 1857. godine objavila je djelo Fiziologija i kalistenika za škole i obitelji. Pionir tjelesnog odgoja u Švedskoj, Pehr Henrik Ling, također je kalisteniku smatrao kao ženskim načinom vježbanja. Organizirana društva kalistenike u Sjedinjenim Američkim Državama izgubila su na važnosti nakon kontroverzne bitke sustava kada je država određivala način kojim će se provoditi tjelesni odgoj. U tom razdoblju kalisteniku su zasjenili natjecateljski športovi. Početkom 20. stoljeća uočene su njene zdravstvene prednosti, te su osnovne i srednje škole diljem cijelog Zapadnog svijeta uvrstile vježbe kalistenike u programe tjelesnog odgoja. Postala je i dio vojnog treninga, a koristio ju je i pionir bodibuildinga Eugen Sandow.
Od druge polovice 20. stoljeća, sprave za vježbanje u teretanama te utezi gotovo su u potpunosti zamijenili kalisteniku kao metodu treninga snage. Tijekom tog razdoblja, tradicija kalistenike kao način vježbanja očuvala se u američkim zatvorima i vojnim kampovima, te među ljudima koji su se bavili borilačkim vještinama, boksom i hrvanjem.

### Ponovno stjecanje popularnosti (kraj 20. i početak 21. stoljeća)
U današnje vrijeme kalistenika se povezuje sa sve brže rastućim međunarodnim športom koji se naziva ulično vježbanje (engl. street workout). Športaši, ujedno i autori knjiga na temu kalistenike, kao što su Matt Furey, Brooks Kubik, Pavel Caculin i Paul Wade, jedni su od najzaslužnijih za povratak zanimanja za kalistenikom u 21. stoljeću.